# Blue Beetle (phim)
Blue Beetle là một phim siêu anh hùng Mỹ năm 2023 dựa trên nhân vật Jaime Reyes / Blue Beetle của DC Comics. Được sản xuất bởi DC Studios, Entertainment One, S&K Pictures và the Safran Company, và được lên kế hoạch phân phối bởi Warner Bros. Pictures, tác phẩm là phim thứ 14 của Vũ trụ Mở rộng DC (DCEU). Phim được đạo diễn bởi Angel Manuel Soto từ kịch bản của Gareth Dunnet-Alcocer, và quy tụ dàn diễn viên gồm Xolo Maridueña trong vai Reyes cùng Bruna Marquezine, Belissa Escobedo, George Lopez, Adriana Barraza, Elpidia Carrillo, Damián Alcázar, Raoul Trujillo và Susan Sarandon.
Dự án phim có nhân vật Reyes bắt đầu được phát triển vào cuối tháng 11 năm 2018 với sự gia nhập của Dunnet-Alcocer. Soto được thuê để đạo diễn phim vào tháng 2 năm 2021 dành cho dịch vụ chiếu phim HBO Max. Maridueña nhận vai vào tháng 8 năm đó, và phim được chuyển sang phát hành tại các rạp vào tháng 12 năm đó. Quá trình tuyển diễn viên bổ sung diễn ra vào đầu năm 2022, trước khi phim được quay từ cuối tháng 5 đến giữa tháng 7 tại vùng đô thị Atlanta tại Wilder Studios ở Decatur, Georgia, cũng như ở El Paso, Texas và Puerto Rico.
Blue Beetle khởi chiếu tại Mỹ vào ngày 18 tháng 8 năm 2023.

## Nội dung
Tại một vùng đài nguyên của Nam Cực, các thành viên của Tập đoàn Kord (Kord Industries), do giám đốc Victoria Kord dẫn đầu, đã tìm thấy một cổ vật ngoài hành tinh được gọi là Scarab. Trong khi đó, Jaime Reyes trở về Thành phố Palmera, quê nhà của anh, sau khi tốt nghiệp Đại học Luật Thành phố Gotham, biết rằng gia đình anh sắp mất ngôi nhà do khó khăn tài chính. Milagro, em gái của Jaime, giúp anh trai có một công việc tại dinh thự của Victoria. Tuy nhiên, cả hai đều bị đuổi việc sau khi Jaime can thiệp vào cuộc tranh cãi giữa Victoria và cô cháu gái Jenny Kord. Jenny sau đó bảo Jaime đến gặp cô tại Kord Tower vào ngày hôm sau để cô cho anh công việc mới.
Ngày hôm sau, Jenny phát hiện ra Victoria đang sử dụng Scarab cho dự án OMAC (One Man Army Corps - Binh đoàn Một người) của bà. Cô đánh cắp Scarab, giấu nó trong hộp đồ ăn Big Belly Burger rồi đưa cho Jaime để tránh lực lượng bảo vệ. Ở nhà, gia đình Jaime thuyết phục anh mở hộp ra. Khi Jaime chạm vào Scarab, nó được kích hoạt và bám vào người anh, tạo ra một bộ giáp công nghệ cao trên cơ thể anh.
Jaime sau đó tìm Jenny để hỏi về sự việc trên, giải cứu cô khỏi lực lượng vũ trang của Victoria. Cô nói với Jaime rằng Scarab là một vũ khí có tri giác và nó đã chọn Jaime làm vật chủ của nó. Với sự giúp đỡ của Rudy, chú của Jaime, Jaime và Jenny đột nhập vào Kord Tower để lấy một chiếc đồng hồ thông minh từng thuộc về Ted Kord, bố của Jenny, nhưng bị tấn công bởi Ignacio Carapax, vệ sĩ của Victoria, người đã được truyền nguyên mẫu OMAC vào cơ thể. Scarab được tiết lộ có tên là Khaji-Da. Nó tạm thời chiếm hữu cơ thể Jaime và chiến đấu với Carapax. Rudy và Jenny giúp Jaime hạ gục Carapax, sau đó ba người đến ngôi nhà thời thơ ấu của Jenny.
Jenny sử dụng đồng hồ của Ted để kích hoạt phòng thí nghiệm bí mật của ông và tiết lộ với Jaime rằng Ted từng là một siêu anh hùng mang biệt danh Blue Beetle, người đã dành cả đời để nghiên cứu Khaji-Da trước khi biến mất một cách bí ẩn, để lại công ty của ông cho Victoria. Khi ba người thấy máy bay trực thăng của Victoria bay về phía nhà Jaime, Jaime đã về nhà để bảo vệ gia đình mình. Khi gia đình Reyes cố gắng chạy thoát, Alberto, bố của Jaime, lên cơn đau tim và chết, khiến Jaime bị xao lãng và bị Carapax bắt giữ. Jaime bị đưa đến một pháo đài trên hòn đảo gần Cuba, nơi anh bị trói vào một chiếc máy tải thông tin từ Khaji-Da về OMAC. Trong khi bất tỉnh, Jaime nhìn thấy hình ảnh của bố mình, người đã khuyến khích anh chấp nhận số phận của mình với vai trò là Blue Beetle mới. Jaime tỉnh dậy và chạy thoát khi bộ giáp OMAC của Carapax được kích hoạt và tiến hóa thành một phiên bản mạnh hơn.
Jenny và gia đình Reyes sử dụng chiếc Bugship của Ted để tấn công hòn đảo. Jaime đoàn tụ với gia đình mình, sau đó chiến đấu với Carapax. Jaime suýt giết Carapax trước khi Khaji-Da cho anh thấy ký ức của Carapax, năm xưa hắn đã bị Victoria bắt làm nô lệ cho các thí nghiệm OMAC và mẹ của hắn cũng chết dưới tay Victoria, Jaime quyết định tha mạng cho hắn. Carapax tạo phản Victoria và khiến bộ giáp OMAC của hắn phát nổ, giết chết chính hắn và Victoria, vụ nổ phá hủy cả hòn đảo. Gia đình Reyes chạy thoát khỏi hòn đảo thành công.
Sau này Jenny trở thành giám đốc mới của Tập đoàn Kord và giúp gia đình Reyes xây dựng lại nhà của họ. Khi những người hàng xóm ghé thăm gia đình Reyes, Jaime đã hôn Jenny và đề nghị đưa cô về nhà. Trong cảnh hậu danh đề, một tin nhắn thoại của Ted được phát trong phòng thí nghiệm của ông, thông báo cho Jenny rằng ông vẫn còn sống.

## Diễn viên
- Xolo Maridueña vai Jaime Reyes / Blue Beetle: Một thiếu niên nhận được siêu năng lực khi một con bọ hung ngoài hành tinh tên Blue Beetle dính vào anh, tạo thành một khung xương trợ lực hùng mạnh xung quanh cơ thể anh.[1][2]
- Bruna Marquezine vai Jenny Kord: Người yêu của Jaime.[3]
- Belissa Escobedo vai Milagro Reyes: Em gái của Jaime.[3]
- George Lopez vai Rudy: Chú của Jaime.[4]
- Adriana Barraza vai Nana[4]
- Elpidia Carrillo vai Rocio[4]
- Damián Alcázar vai Alberto[4]
- Raoul Trujillo vai Carapax the Indestructible Man[5]
- Susan Sarandon vai Victoria Kord[6]

Ngoài ra, Harvey Guillén được chọn vào một vai diễn chưa được tiết lộ.

## Quảng bá
Soto, Dunnet-Alcocer và Maridueña đã quảng bá phim tại sự kiện ảo DC FanDome vào tháng 10 năm 2021, nơi họ đã thảo luận về quá trình chuẩn bị quay phim và tiết lộ ý tưởng nghệ thuật cho phim.

## Phát hành
Blue Beetle khởi chiếu tại các rạp ở Mỹ vào ngày 18 tháng 8 năm 2023. Một buổi chiếu tại El Paso cũng đang được lên kế hoạch. Ban đầu, phim dự định được phát hành độc quyền trên kênh HBO Max.

## Tương lai
Vào tháng 1 năm 2023, Gunn cho biết bộ phim đã bị "ngắt kết nối" khỏi các phần trước của DCEU và có thể kết nối với loạt phim mới, Vũ trụ DC (DCU). Vào tháng 4 năm đó, nhân vật Blue Beetle được cho là một phần trong kế hoạch của Gunn và Safran cho DCU. Vào tháng 6, Gunn cho biết Blue Beetle sẽ là nhân vật DCU đầu tiên trong khi lưu ý Superman: Legacy (2025) là bộ phim đầu tiên của DCU. Cuối tháng đó, Soto nói Blue Beetle là một phần của DCU và các kế hoạch tương lai cho nhượng quyền thương mại, nhưng không được kết nối với tất cả các phim DCEU trước đó, giải thích rằng bộ phim "sống trong thế giới nơi các siêu anh hùng tồn tại. Nhưng điều đó không có nghĩa là một sự kiện nhất định hoặc liên minh nhất định, hoặc những điều nhất định trong quá khứ quyết định bộ phim của chúng tôi sẽ đi về đâu". Anh cũng bày tỏ sự quan tâm đến việc bộ phim là phần đầu tiên của bộ ba.